# Thousand Wave
『Thousand Wave』（サウザンド・ウェイブ）は、日本のギタリスト、松本孝弘がB'z結成以前の1988年5月21日に発売したギター・インストゥルメンタルアルバムで、彼のソロデビュー作である。
オリジナル楽曲と他アーティストの楽曲のカバーが収録されている。ライナーノーツには、松本本人による楽曲の解説が記載されている。参加アーティストには、小室哲哉、樋口宗孝、西村麻聡などのメンバーがそろっている。
再発盤である『Thousand Wave Plus』についてもここで記す。

## 収録曲
1. Thousand Wave (2:41)
2. Touch Operation (4:19)
  - 北島健二と競演した『EARLY TAKES』に収録されていた曲で、今作で新たなアレンジが施されて再録されている。スポーツ番組やF1などレース番組でもBGMとして使われている。
3. SPAIN (2:52)
  - チック・コリアの「SPAIN」のカバー。ラテンジャズの原曲をスラッシュメタル風にアレンジしている。
4. "99" (6:06)
  - 後にB'zのソロコーナーでも演奏される。B'zの「ROSY」（2ndアルバム『OFF THE LOCK』に収録）はこの曲を元に作られた。さらに次作『Wanna Go Home』、2012年に発売されたアルバム『Strings Of My Soul』では「99」の曲名で、リメイクされている。
5. So Long (4:12)
6. Vampire Hunter "D" (4:18)
  - 「吸血鬼ハンター“D”オリジナル・アニメーション・サウンド・トラック」（作曲：小室哲哉）よりカバー。
7. Play It So Loud (4:07)
  - 小室哲哉がキーボードで参加している。
8. Teaser (3:27)
  - ヘビーな8ビートに乗せたギターリフから成る曲。
9. Take Five (2:54)
  - ポール・デスモンドによるジャズスタンダードの「TAKE FIVE」のカバー。2014年に発売したアルバム『New Horizon』でもカバーしている。
10. No Way Out (4:21)
  - 『TOUCH OPERATION』同様、スポーツ番組やレース番組などのBGMとして使われている。
11. '88〜Love Story (5:48)
  - 『Thousand Wave Plus』のみ収録。1stソロシングル『'88〜Love Story／Love Ya』の1曲目。
12. Love Ya (4:39)
  - 『Thousand Wave Plus』のみ収録。1stソロシングル『'88〜Love Story／Love Ya』の2曲目。大黒摩季がコーラスで参加している。

## 参加ミュージシャン
- 松本孝弘：ギター、作曲（#1.2.4.5.7.8.10-12）、編曲
- 樋口宗孝 （LOUDNESS）：ドラム（#2-5.7-10）、パーカッション（#6）
- 西村麻聡（FENCE OF DEFENSE）：ベース（#2.4.5.7）
- 大堀薫：ベース（#3.8-10）
- 増田隆宣：キーボード （#1.2.4-6）
- 小室哲哉 （TM NETWORK）：キーボード （#7）、作曲 （#6）
- チック・コリア：作曲（#3）
- ポール・デスモンド：作曲（#9）
- 明石昌夫：編曲 （#11.12）
- 大黒摩季：コーラス （#12）
- 野村昌之：ミキシング、レコーディング・エンジニア
- 寺島良一：ディレクター（#11.12）

## 備考
このアルバムをレコーディングする際、松本は樋口に「一曲だけ（ドラムを）叩いてくれませんか?」と頼んだところ、樋口は「それならやらない」「自分以外の奴が入るのはリズムマシンでも許せない」と返し、殆どの曲でドラムを叩く事になった。樋口曰く「人と一緒にされるのが嫌なんだ」と答えている。